# شهرستان بعدان
 بعدان  به عربی ( بُعدان  )، روستایی است در دهستان بنو الَمَنبة از توابع استان استان صَنعاء در کشور یمن در شبه جزیره عربستان.

## جمعیت
جمعیت آن (۶۰) نفر (۴ خانوار) است.